# 梁水郡
梁水郡（りょうすい-ぐん）は、中国にかつて存在した郡。東晋から南北朝時代にかけて、現在の雲南省紅河ハニ族イ族自治州一帯に設置された。

## 概要
東晋の元帝のとき、寧州刺史の王遜の上書により永昌郡が分割されて梁水郡が立てられた。また一説に東晋の成帝のときに興古郡が分割されて立てられたという。梁水郡は寧州に属し、郡治は梁水県に置かれた。
南朝宋のとき、梁水郡は梁水・勝休・西随・毋棳・新豊・建安・鐔封の7県を管轄した。
南朝斉のとき、梁水郡は梁水・勝休・西随・毋棳・新豊・建安・鐔封の7県を管轄した。
南朝梁のとき、梁水郡は廃止された。